# Критерий на Нютон
Критерият на Нютон Ne е безразмерна величина, наречена в чест на английския физик Исак Нютон. Познати са няколко дефиниции, посочената по-долу се използва при процеси, свързани с разбъркване на флуиди: 
{\displaystyle {Ne}={\frac {P}{\rho \cdot n^{3}\cdot d_{R}^{5}}}}
- {\displaystyle P} - Мощността за задвижване на бъркалката, {\displaystyle \mathrm {W} }
- {\displaystyle \rho } - плътност на течността, |{\displaystyle \mathrm {kg/m^{3}} }
- {\displaystyle n} - брой на оборотите, {\displaystyle \mathrm {1/s} }
- {\displaystyle d_{R}} - диаметър на бъркачката, {\displaystyle \mathrm {m} }

Известен е още и като Критерий на мощността  (обозначаван с KN). В литературата се срещат таблици или диаграми за зависимостта на Ne от (центробежния) критерий на Рейнолдс Re за различни геометриии на бъркачките. Центробежният Re е дефиниран с броя на оборотите n на бъркачката вместо скоростта на флуида w.